# Makefu
Makefu is een van de 14 dorpen van Niue en telt 87 inwoners (2001). Het dorp grenst met de klok mee aan Tuapa, Alofi en de Stille Oceaan en raakt Lakepa en Mutalau op één punt in het zuidoosten. Ten zuiden van de dorpskern bevindt zich de kaap Makapu Point, die de noordgrens van Alofi Bay vormt.
Toi maakt deel uit van het historische stammengebied Motu, dat de noordelijke helft van het eiland beslaat.

## Politiek
Bij de parlementsverkiezingen van 2011 was Makefu het enige dorp waar de vertegenwoordiger in het parlement werd vervangen: zittend parlementslid Tofua Puletama werd er met een verschil van één stem verslagen door Salilo Tongia.

## Bezienswaardigheden

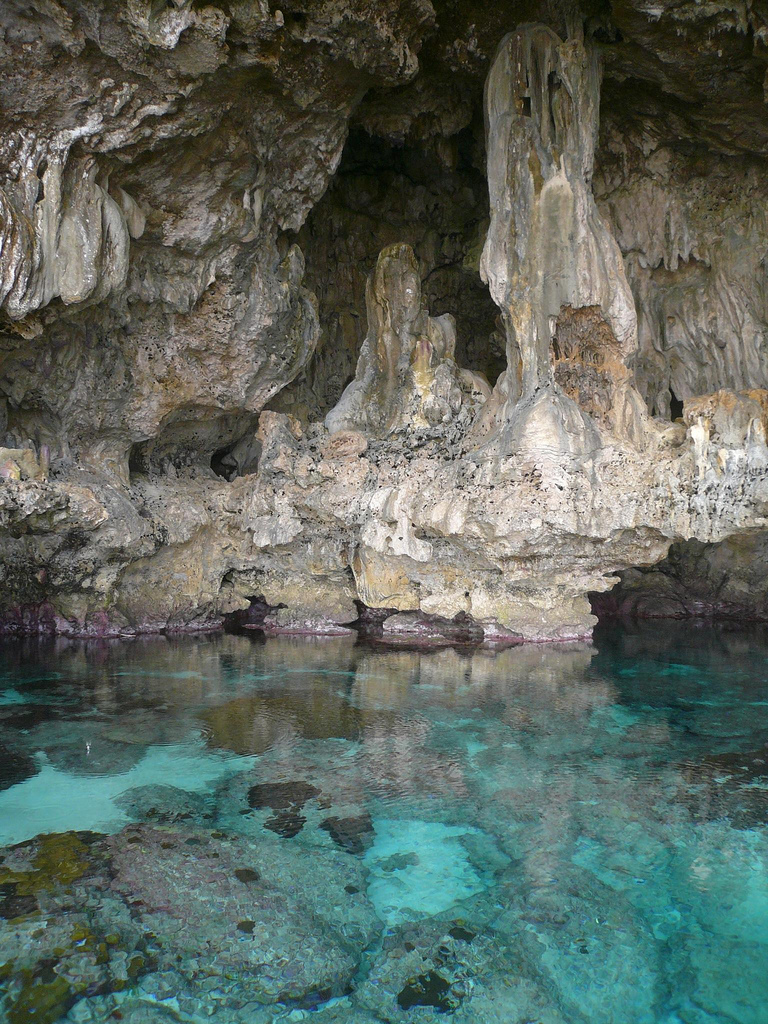
Avaiki Cave

- Aan de kust bij de grens met Tuapa bevindt zich de grot Avaiki Cave.
- Voor de kust ligt een bekend duikgebied, The Bridge, waar met name haaien en zeeschildpadden kunnen worden waargenomen. De naam is afkomstig van een brugvormig koraalrif dat er zich bevindt.

## Sport
Voetbalclub Makefu FC speelt in het Niue Soccer Tournament.

Alofi North · Alofi South · Avatele · Hakupu · Hikutavake · Lakepa · Liku · Makefu · Mutalau · Namukulu · Tamakautoga · Toi · Tuapa · Vaiea